# یزدانشهر (زرند)
یَزدان‌شهر شهری در شمال استان کرمان در جنوب شرقی ایران می‌باشد. این شهر در شمال شهرستان زرند قرار گرفته‌است. فاصله از مرکز بخش تا شهر زرند ۱۸ کیلومتر است

## جمعیت
جمعیت این شهر در سال ۱۳۹۵، برابر با ۵٫۶۰۷ نفر بوده‌است.
این شهر در سال ۱۳۸۳ خورشیدی با ادغام روستاهای سلسبیل، ده فیاض، اکبرآباد، کهنوج، شهرک شهید رجایی، خالق‌آباد، طاهرآباد و محمدآباد تشکیل شد.عمده فعالیت مردم این شهر به کشاورزی و کاشت محصول پسته اشتغال دارند. رقم پسته اوحدی (فندقی) در این منطقه به وفور کشت شده‌است. در طی سالهای گذشته خشکسالی و بهره‌برداری بیش از حد مجاز آب توسط معادن کنسانتره و سنگ آهن جلال‌آباد باعث بروز آفات بسیار و کم شدن و نابودی محصول پسته این منطقه شده‌است.